# ميلاني كيلن
ميلاني كيلن (بالإنجليزية: Melanie Killen)‏ هي عالمة نفس وباحثة أمريكية، ولدت في 1950.